# 克雷梅纳加
克雷梅纳加（義大利語：Cremenaga），是意大利瓦雷泽省的一个市镇。总面积4.6平方公里，人口808人，人口密度175.7人/平方公里（2009年）。国家统计（ISTAT）代码为012056。